# Material remolcado

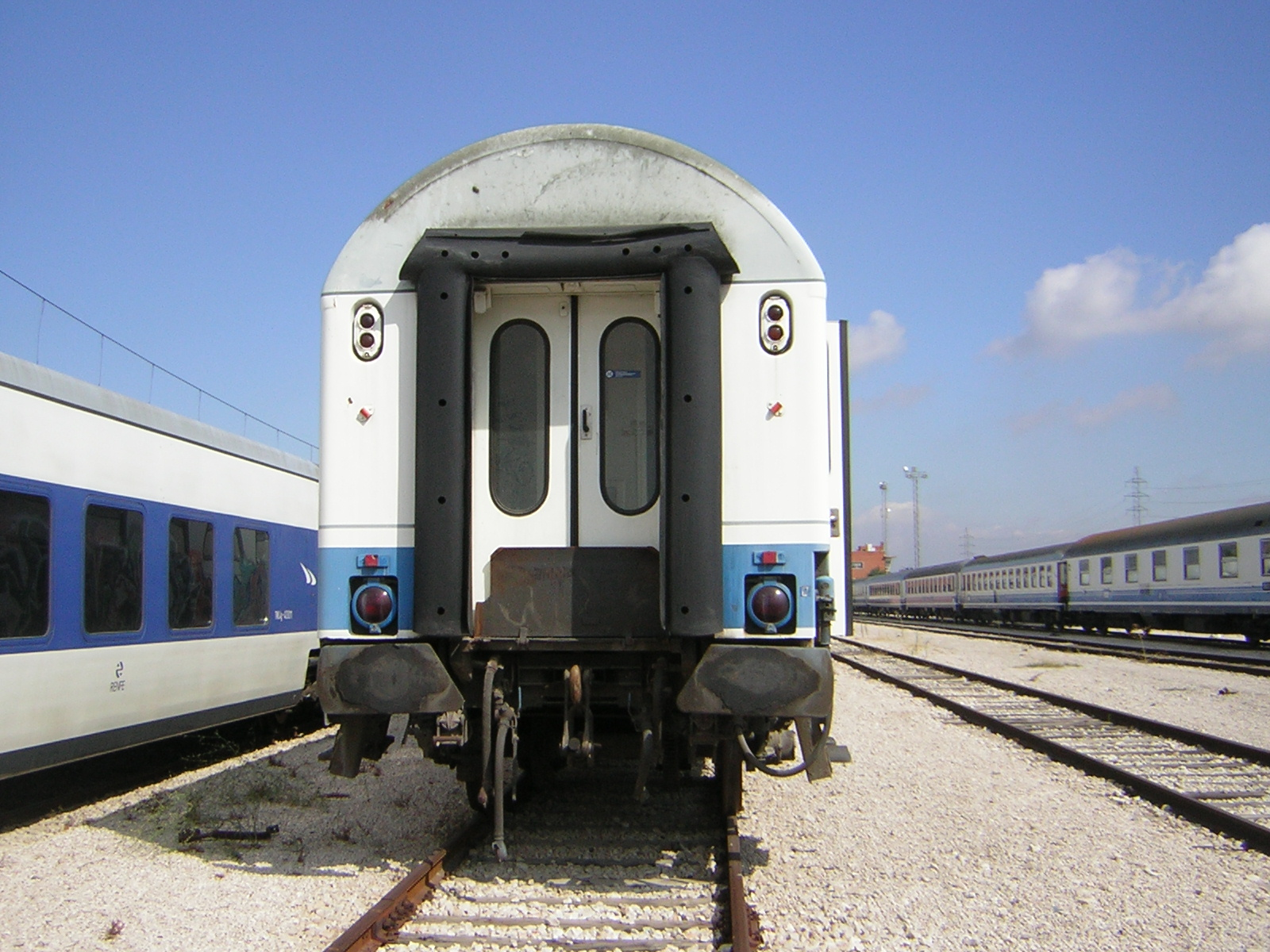
Coche de viajeros convencional (centro) y caja tipo Talgo (izquierda).

El material remolcado es el material rodante ferroviario autónomo que puede acoplarse con otros para formar un tren y que no tiene tracción propia. Existen, principalmente, tres tipos:
- Los vagones de mercancías.
- Los coches de pasajeros.
- Los furgones.[1]

En la jerga ferroviaria, se denomina vagón exclusivamente a los de mercancías, y es incorrecto el uso de «vagón de pasajeros» por «coche de pasajeros».[cita requerida] Existen otros tipos de vagones minoritarios, como las dresinas, que se utilizan para trabajos y mantenimiento sobre la vía.
Para crear un tren necesitan ser traccionados por una o varias locomotoras.

## Coche de viajeros

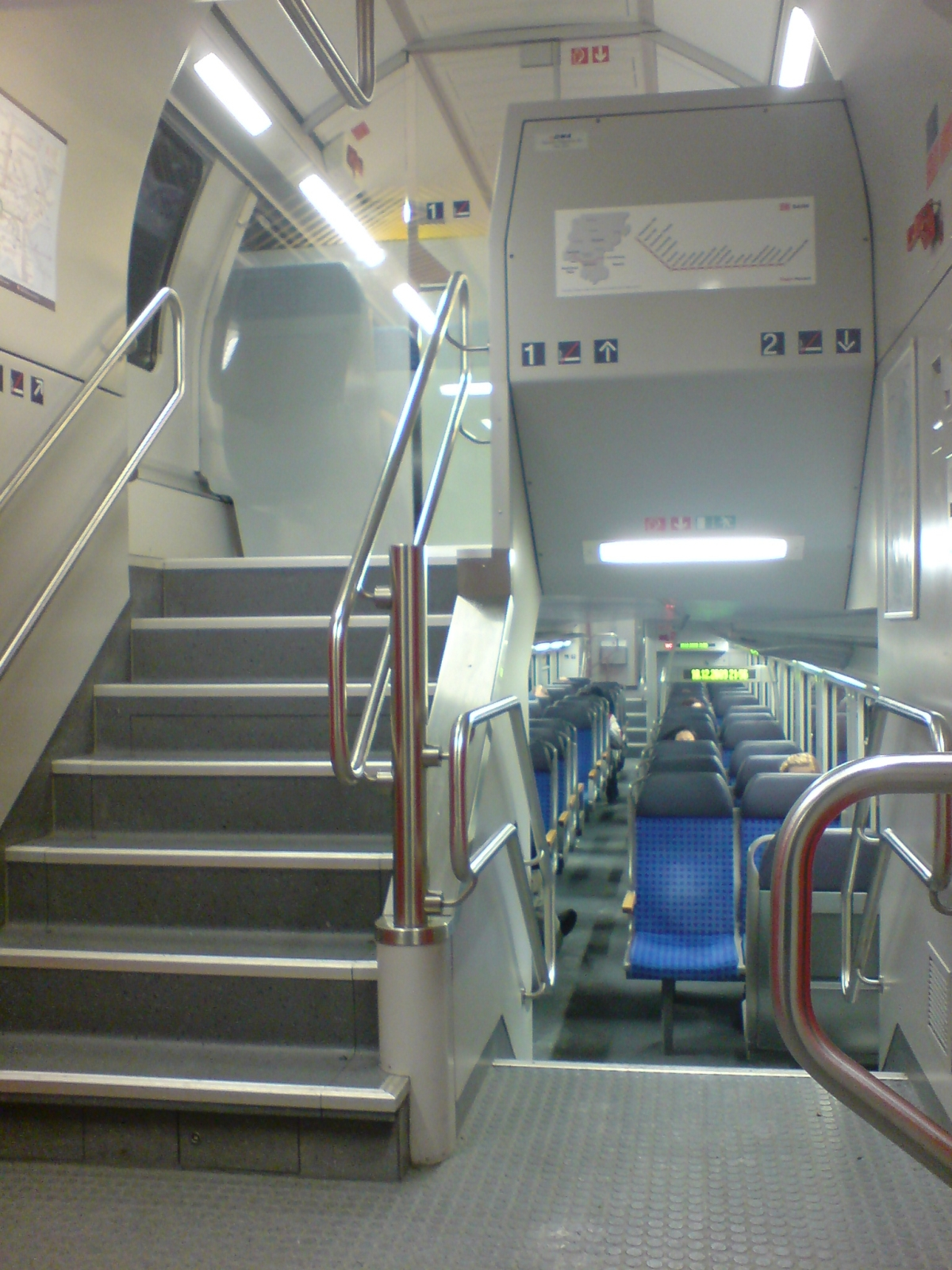
Coche de dos pisos

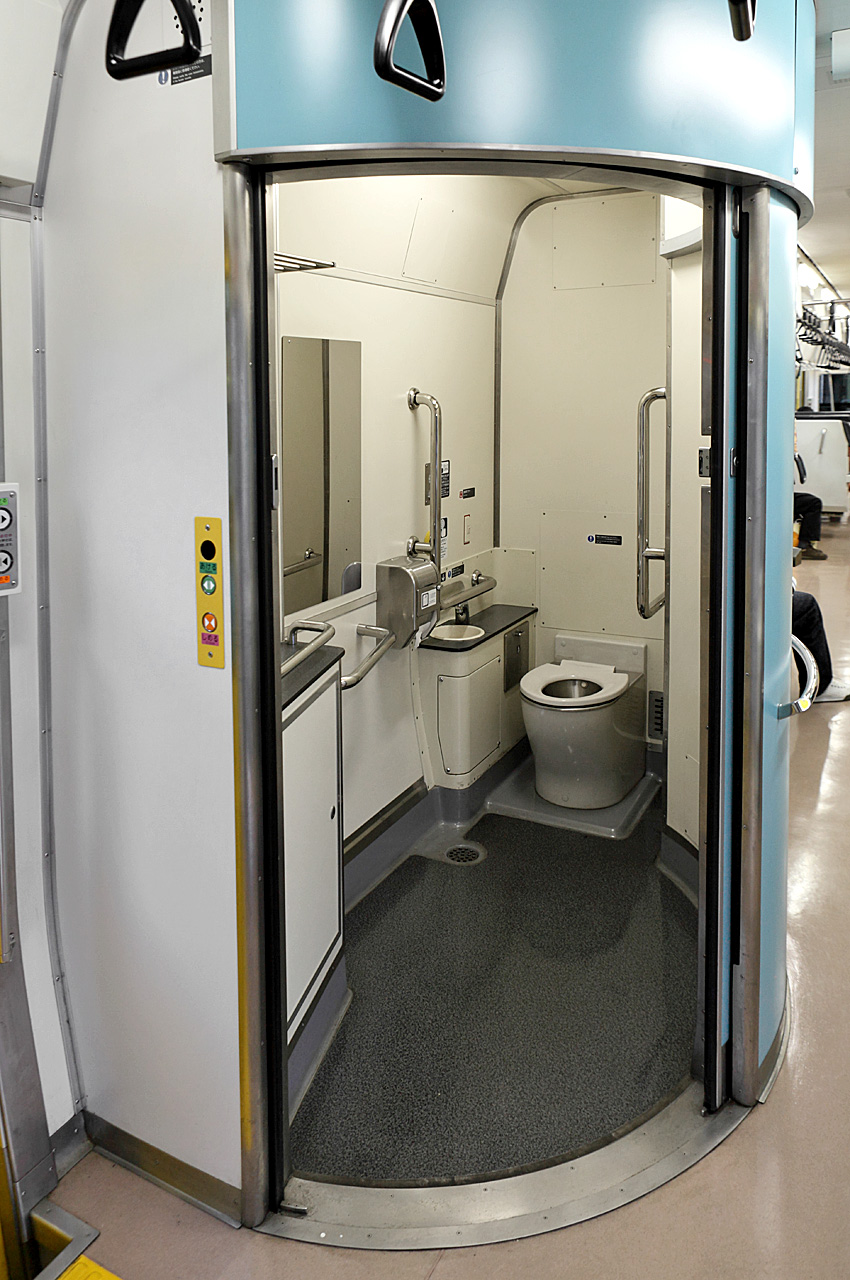
Aseo en un coche de viajeros

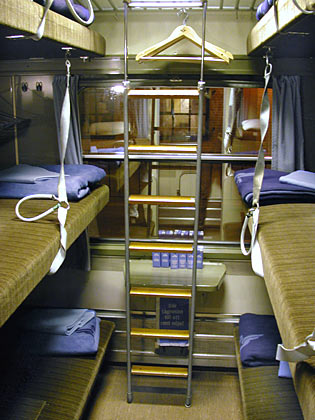
Interior de compartimento de coche-cama

Los coches de pasajeros tienen como única finalidad el transporte de personas y su equipaje. Su interior puede estar distribuido de varias formas, entre las que las más habituales son:
- Tipo compartimentos: Un pasillo lateral da acceso a diferentes departamentos independientes con dos filas de asientos enfrentadas
- Tipo salón: Un pasillo central y asientos en perpendicular a la vía, todos en la misma estancia
- Tipo ferrocarril suburbano: Un único espacio con asientos en paralelo o en perpendicular a la vía, preparado para llevar pasajeros de pie

|  |  |  |

Es también habitual que el número de asientos por fila sea 3, 4 o 5, y que cada asiento o grupo de asientos dispongan de una mesilla.
Los coches de viajeros pueden tomar el suministro de electricidad (necesaria para calefacción, iluminación, vídeo y otros servicios) conectándolos a través de una manga (cable grueso dispuesto al efecto) a una locomotora o un furgón generador, o a través de un generador que acciona uno de los ejes del coche. Los modernos suelen tener aire acondicionado o ventanas que se pueden abrir (a veces las ventanas se bloquean por seguridad), o ambos. También pueden proporcionar varios tipos de instalaciones de aseo.
Los coches de pasajeros, en la mayoría de los gálibos de vía ancha, pueden ser construidos con dos pisos. A menudo, aunque no siempre, los coches de un tren están unidos entre sí por un paso cerrado por conexiones flexibles y una pasarela por la que se puede pasar de un coche a otro. En ocasiones, especialmente cuando se emplean ramas, se puede circular por los coches que componen una rama, pero no se puede pasar de una rama a otra. La unión entre un coche y otro, además del acople, suele incorporar dispositivos que evitan que los coches se dañen excesivamente entre sí en caso de colisión.

### Coche-cama
Entre los coches de viajeros destaca el coche-cama, que es capaz de acomodar a cada viajero en una cama o litera. Se utiliza en los trenes nocturnos que recorren largas distancias y ocupan toda la noche en el trayecto.
Están equipados con compartimentos o pequeñas habitaciones. Los coches-litera son los que proporcionan el alojamiento más básico. A veces, debido a la estrechez de los compartimentos es necesario unir un furgón para equipajes al tren. En la práctica europea solían ser común los compartimentos, aunque en algunos países como Reino Unido cayeron en desuso en los años 1980 por falta de seguridad.

### Coche-motor
Un coche-motor es un coche utilizado normalmente en trenes automotores, con uno o varios motores en su bogies, que es capaz de traccionar un tren pero no dispone de cabina. El espacio en el interior del coche-motor se puede dedicar a viajeros, con la misma disposición que los coches convencionales. En la práctica, los trenes en los que se incluyen coches motores ya disponen de locomotoras en sus extremos, por lo que sirven para añadir más potencia al tren. Por ello se utiliza en trenes que requieren gran potencia, como los trenes de metro o de alta velocidad.

### Coche-piloto
Un coche-piloto es aquel coche que no tiene tracción propia pero incorpora una cabina que permite conducir el tren. Se utiliza para evitar las maniobras en trenes compuestos de locomotora y coches convencionales, de modo que el tren pueda funcionar con la locomotora empujando al resto, en lo que se denomina una composición «push-pull».

### Coche-bar y coche-restaurante
Un coche-bar está preparado para servir comidas y bebidas a los pasajeros de un tren. Su distribución suele ser similar a la de una cafetería con barra, en la que los asientos están anclados al suelo y existen elementos para agarrarse. En los coches-restaurante existen además mesas fijas y cocina, que permiten servir comidas completas.

### Coche de deriva
Denominado slip coach en inglés, era un tipo de coches de pasajeros especialmente diseñados para ser liberados del tren principal en plena marcha, y aprovechando su impulso podían llegar hasta el andén de una estación próxima en la que el tren principal no tenía parada.

### Caja
Algunas ramas de ferrocarril incorporan remolques que no son autónomos entre sí, pues no pueden circular desacoplados del resto de la rama. Este tipo de remolques reciben diversos nombres, como el de cajas o remolques articulados. Entre los trenes que se componen de cajas están las ramas Talgo y los TGV.

### Coche de observación
Los coches de observación fueron construidos para la parte trasera de muchos trenes con el fin de permitir a los viajeros ver el paisaje. Fueron bien recibidos por los viajeros, lo que llevó al desarrollo de coches-cúpula que podían ser colocados a mitad del tren, con una zona acristalada más alta que el resto de los coches para observar el entorno.

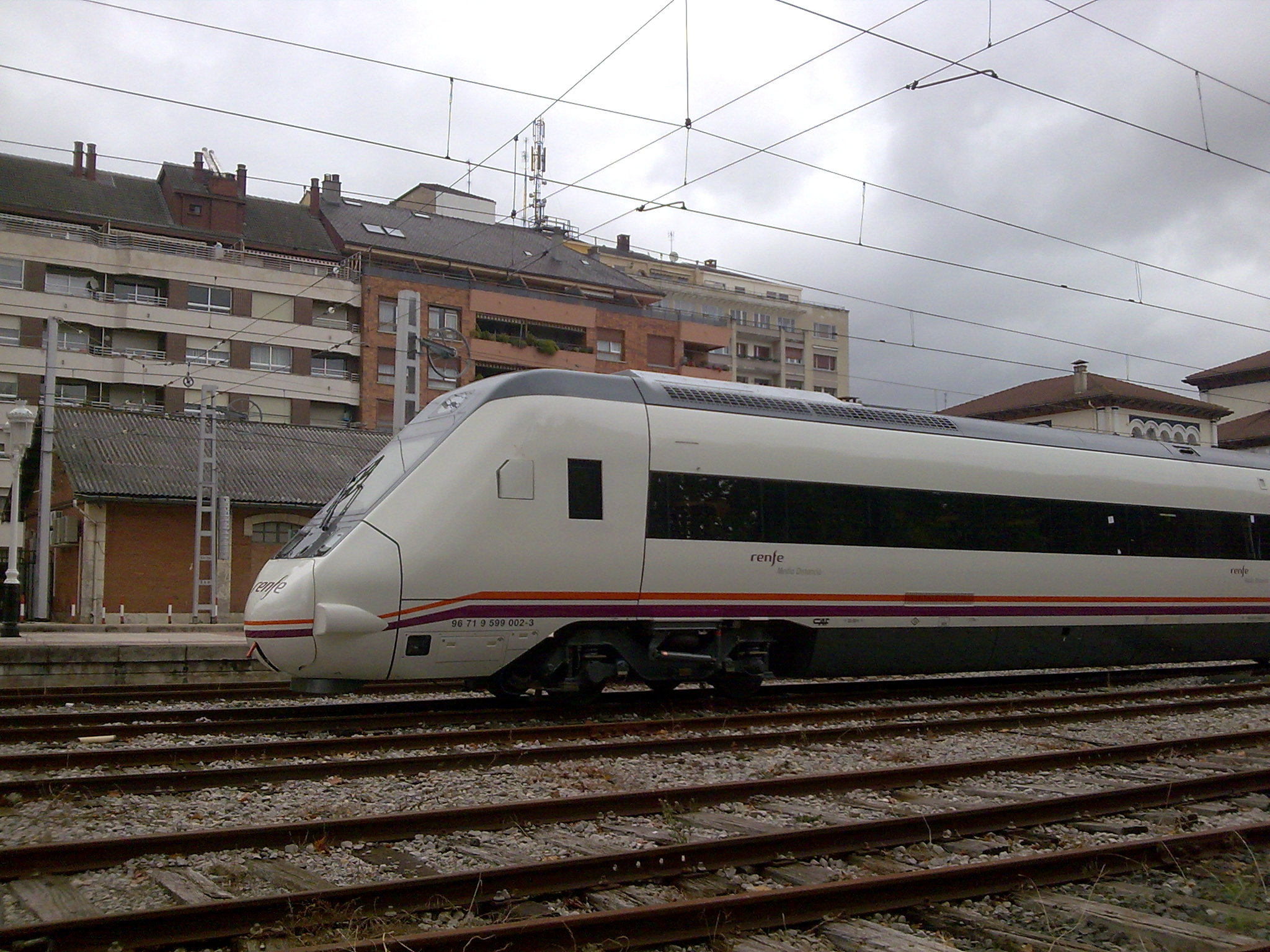
Coche-motor
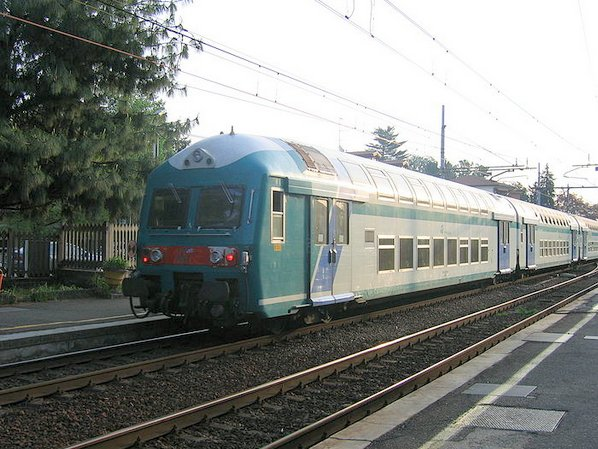
Coche-piloto
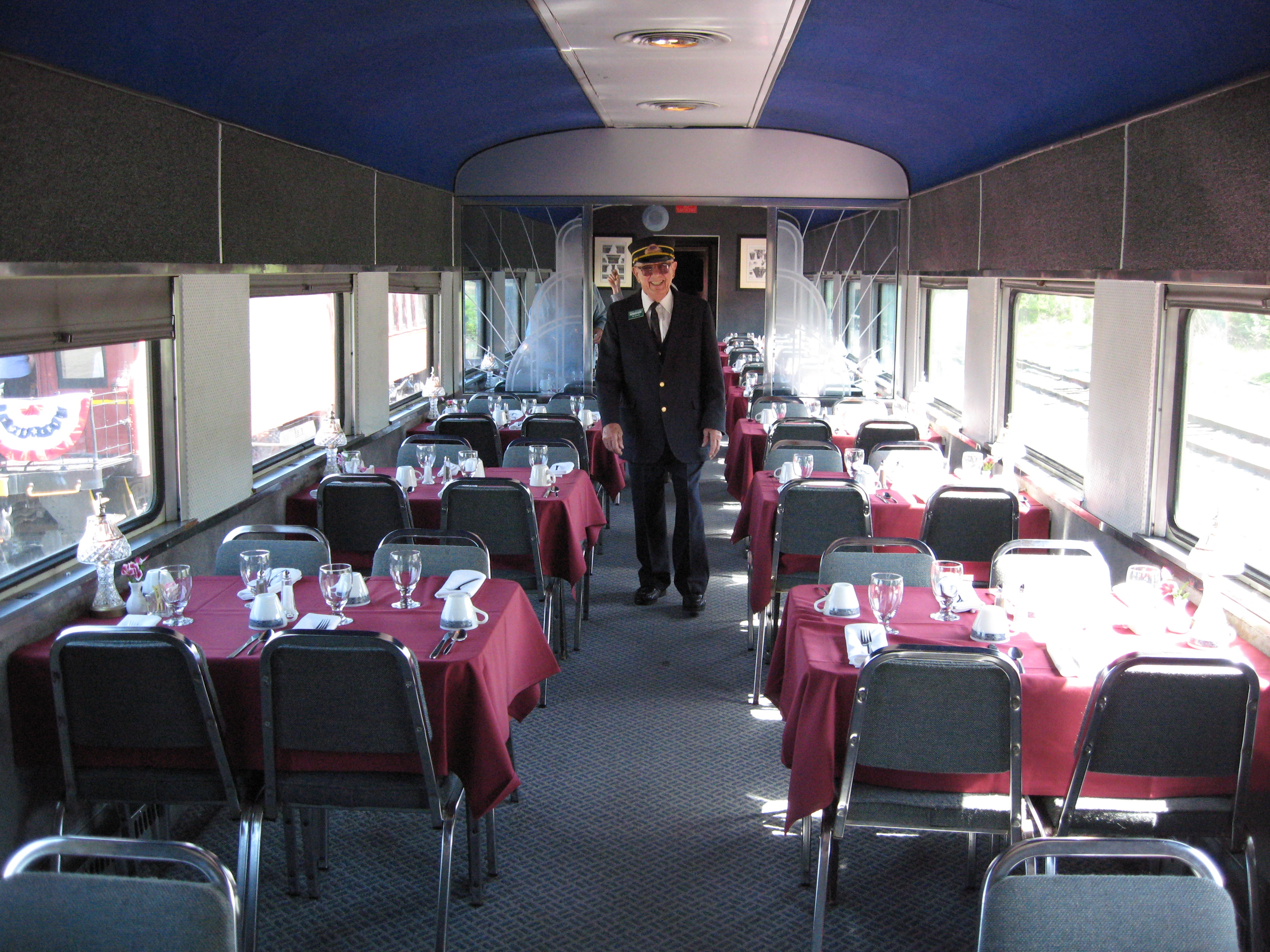
Interior de coche-restaurante
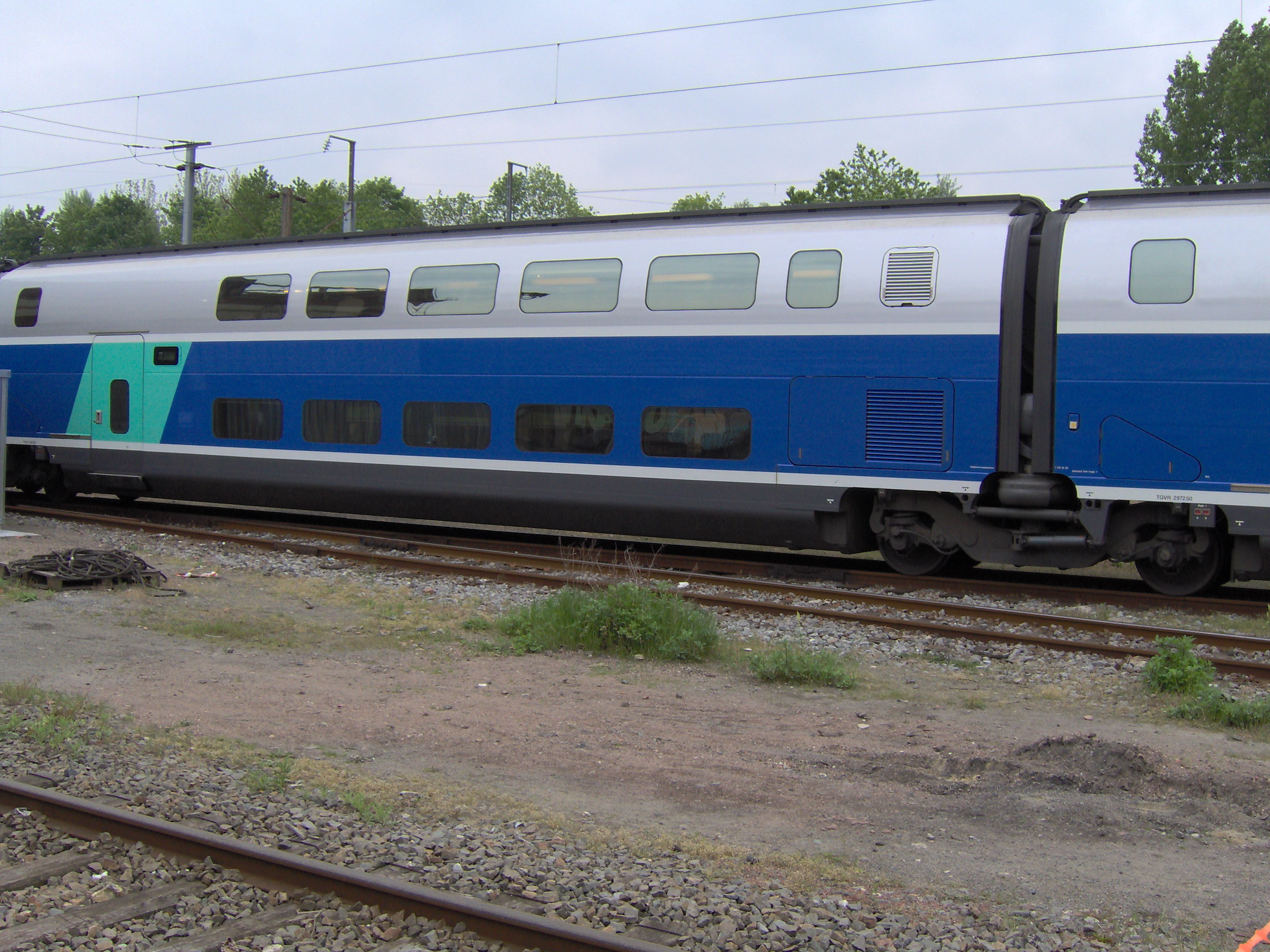
Cajas formando una rama
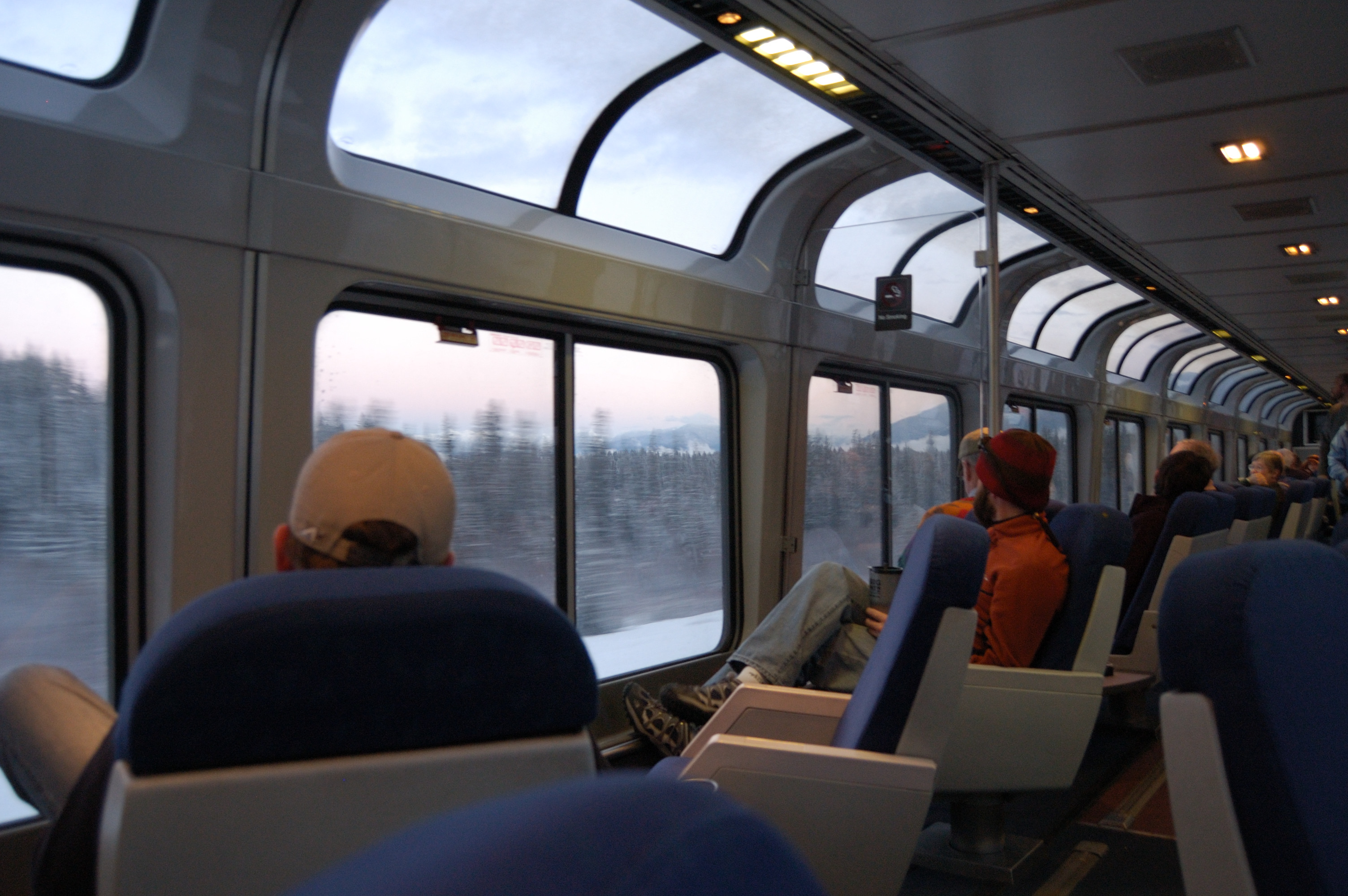
Interior de coche de observación

## Vagón de mercancías
En los inicios del ferrocarril la mayoría de los vagones de mercancías no incorporaban bojes, tenían dos ejes y eran de muy simple construcción. La mayoría eran vagones simples de caja de madera, sin especialización según la carga. En países como Alemania surgieron compañías de gran tamaño que se dedicaban exclusivamente al alquiler de vehículos de mercancías. Las velocidades se mantenían en torno a los 32 km/h. La introducción de bojes y de frenos de aire comprimido a partir de los años 1920 permitió aumentar la velocidad mientras se mantenía la seguridad. Los actuales vagones de mercancías suelen estar homologados a velocidades en torno a 120 km/h y algunos están equipados con GPS y transpondedores. La DB ha introducido vagones de mercancías en líneas de alta velocidad a velocidades cercanas a los 200 km/h.
La construcción de vagones de ferrocarril tiene que estar basada en la estandarización, ya que es habitual que circulen por diferentes países con redes ferroviarias diferentes.

## Furgón
Un furgón es un vehículo ferroviario que acompaña a un tren. Tiene una función diferente al resto de los vehículos del tren, por ejemplo, transportar paquetería en trenes de viajeros o personas en trenes de mercancías.

## Limitaciones
Cada vagón/coche se homologa con unas limitaciones de velocidad y en ocasiones de aceleración lateral que no puede sobrepasar. Estas limitaciones se denominan tipo. Por lo tanto, cada tren queda limitado según la limitación que tiene el peor vagón/coche. Esto hace que, por ejemplo, si un tren se compone de 20 vagón/coche tipo 180B y 1 vagón/coche tipo 160A, el tren tenga que ser tipo 160A.